# کانگ سان ئه
کانگ سان ئه (انگلیسی: Kang San-eh; ۳ نوامبر ۱۹۶۳ – ) خواننده-ترانه‌پرداز اهل کره جنوبی بود. وی از سال ۱۹۹۲ میلادی تاکنون مشغول فعالیت بوده‌است.